# Sorgestjärnarna (Sorsele socken, Lappland, 732426-152286)
Sorgestjärnarna är en sjö i Sorsele kommun i Lappland och ingår i Umeälvens huvudavrinningsområde. Sorgestjärnarna ligger i Vindelfjällen Natura 2000-område.